# کیرنی مسا (سن دیگو)
کیرنی مسا (به انگلیسی: Kearny Mesa) یک منطقهٔ مسکونی در ایالات متحده آمریکا است که در سن دیگو واقع شده‌است. این منطقه از شمال به بزرگراه ایالتی ۵۲، از غرب به بزرگراه بین ایالتی ۸۰۵، از جنوب به آئرو درایو و از شرق به بزرگراه بین ایالتی ۱۵ محدود می‌شود. جوامع مجاور آن عبارتند از سرا مسا، کلیرمونت و تیرا سانتا.

## جمعیت
کیرنی مسا (سن دیگو) ۲۸۳۷ نفر جمعیت دارد.